# Madam
Madam és el títol que es dona a la dona que regenta un bordell. Generalment, exerceixen aquest càrrec prostitutes retirades per raó de la seva edat.